# Chiropterotriton priscus
Espèce
Statut de conservation UICN

 NT  : Quasi menacé
Chiropterotriton priscus est une espèce d'urodèles de la famille des Plethodontidae.

## Répartition
Cette espèce est endémique du Nord-Est du Mexique. Elle se rencontre dans les États du Nuevo León et du Coahuila au-dessus de 3 000 m d'altitude sur le Cerro Potosí.

## Description
La femelle holotype mesure 98 mm de longueur totale dont 48 mm de longueur standard et 50 mm de queue.

## Étymologie
Le nom spécifique priscus vient du latin priscus, antique, très vieux, en référence à ses caractéristiques apparemment primitives.

## Publication originale
- (en) Rabb, 1956 : A new plethodontid salamander from Nuevo León, Mexico. Fieldiana, Zoology, vol. 39, no 3, p. 11-20 (texte intégral).